# Arca Musarithmica

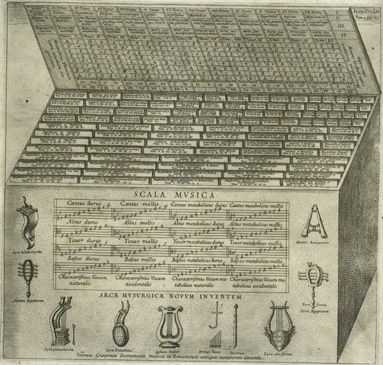
L'Arca Musarithmica illustrata nella "Musurgia Universalis"

L'Arca Musarithmica (detta anche Arca Musurgica o Arca Musicale) è un dispositivo inventato dal gesuita Athanasius Kircher intorno alla metà del XVII secolo, descrittaci nell'opera "Musurgia Universalis". Il suo scopo era quello di consentire ai non musicisti di comporre musica sacra. Attraverso semplici tecniche combinatorie è in grado di produrre milioni di pezzi polifonici a quattro parti. Come altri calcolatori del periodo, l'Arca è una anticipatrice della tecnologia informatica moderna. È tra i primi esempi di creatività artificiale. Il dispositivo prevede le tecniche compositive aleatorie e informatiche del XX secolo (come ad esempio la "chance music" di John Cage), e può essere pensato come un algoritmo in forma fisica atto a comporre musica.

## Descrizione e funzionamento
L'arca si presenta come una scatola lignea contenente al suo interno numerose tessere di legno (pinaces) di varia dimensione in ognuna delle quali sono riportati dei gruppi di cifre (musarithmi) che corrispondono a note musicali, mentre altri simboli corrispondono a durate. Una volta scelto lo stile e il metro al quale adattare la propria composizione occorre cioè scegliere una delle tessere corrispondenti (per esempio, per un verso da 5 sillabe occorre scegliere una tessera con gruppi di 5 note) e quindi selezionare casualmente uno dei gruppi di note in essa presenti, ripetendo l'operazione più volte.

## Esemplari sopravvissuti
Kircher fece dono di alcuni modelli della sua invenzione a vari principi o altolocati personaggi. Gli esemplari sopravvissuti di cui si conosce l'esistenza sono almeno quattro. Due di questi si trovano in Germania: uno (che Kircher aveva inviato al duca di Brunswick-Lüneburg) è nella Herzog August Library di Wolfenbüttel, un altro si trova nel Herzog Anton Ulrich-Museum di Braunschweig. L'esemplare inglese, appartenuto a Samuel Pepys e oggi nella Pepys Library del Magdalene College di Cambridge, appare diverso da quelli tedeschi (con un maggior numero di tessere e più simile all'illustrazione del dispositivo contenuta nella Musurgia Universalis). Un quarto esemplare (simile a quello inglese ma in migliore stato di conservazione) è infine stato rinvenuto in Italia, nella Biblioteca Nazionale Centrale di Firenze.